# Rhinanthus angustifolius
Rhinanthus angustifolius és una espècie de planta dine el gènere Rhinanthus. És una planta anual i nativa d'herbassars temperats de gran part d'Europa i Àsia. Fa de 10 a 80 cm d'alt. Floreix entre juny i setembre.

## Sinònims
- Alectorolophus major Rchb.,
- Alectorolophus glaber (Lam.) Beck
- Alectorolophus montanus (Saut.) Frits
- Rhinanthus apterus (R. angustifolius subsp. grandiflorus)
- Rhinanthus glaber Lam. (R. angustifolius subsp. angustifolius)
- Rhinanthus grandiflorus (Wallr.) Bluff & Fingerh. (R. angustifolius subsp. grandiflorus)
- Rhinanthus major
- Rhinanthus montanus Sauter (R. angustifolius subsp. angustifolius)
- Rhinanthus parviflorus Noulet (R. angustifolius subsp. angustifolius)
- Rhinanthus reichenbachii Bentham in DC. (R. angustifolius subsp. grandiflorus)
- Rhinanthus serotinus (Schönheit) Oborny (R. angustifolius subsp. angustifolius)
- Rhinanthus vernalis (Zinger) Schischk. & Sergueievkaja (R. angustifolius subsp. grandiflorus
- Rhinanthus × poeverleinii (R. angustifolius subsp. ? × glacialis)